# Taron Avia
«Тарон-Авиа» — армянская авиакомпания, существовавшая в 2007—2019 году.
Работала в сегменте перевозок пассажиров и грузов на рынки стран СНГ, планировала распространить свою деятельность на страны Евразийского Союза.
Полеты выполнялись на авиалайнерах типа Boeing 737—500.
Основателем авиакомпании являлся Гарник Барсегович Папикян, который окончил Ейское высшее военно-летное училище, был военным летчиком и после развала советского союза и советской армий перешел в гражданской авиации и начал летать на самолётах Ту-134 (КВС) и Ту-154. После был летным директором авиакомпании Черномор Авиа. Владеет навыками пилотирования 17 типов ВС, участник Афганско-советской войны.
Комитет гражданской авиации Армении прекратил действие сертификата эксплуатанта воздушного судна, выданного авиакомпании «Тарон-Авиа». Авиакомпания прекратила деятельность 6 ноября 2019 года.

## Флот
| Тип самолёта   | Эксплуатируется | Заказано |
| Boeing 737—500 | 0               | -0       |
| Ан-12          | 0               | 0        |
| Ил-76          | 0               | 0        |